# Romero Rodrigues (empresário)
Romero Rodrigues (nasceu em São Paulo, 1 de outubro de 1977) é um  Investidor, empreendedor, Engenheiro e empresário brasileiro, estudou Engenharia Elétrica pela Escola Politécnica da Universidade de São Paulo.  É um dos fundadores do site Buscapé e foi CEO do Buscapé Company, holding que controla as empresas Bondfaro, Bcash, Brandsclub, Btarget, Moda it, E-bit, Lomadee, FControl, QueBarato!, SaveMe, Shopcliq, Hotmart, Recomind, Urbanizo, MeuCarrinho, Cuponeria e Navegg. Atualmente, é sócio da Redpoint eVentures.
Aos 21 anos, Romero criou o Buscapé com três colegas de faculdade, Ronaldo Takahashi, Rodrigo Borges e Mário Letelier.
Após 3 rodadas de investimento de diferentes empresas, no ano de 2009, o Buscapé foi vendido para a empresa sul-africana Naspers por US$ 342 milhões. Mesmo assim, Romero Rodrigues continuou a frente dos negócios como CEO da companhia até 2015. 

## Carreira
Romero Rodrigues entrou na Escola Politécnica da Universidade de São Paulo em 1995, aos 18 anos. Depois de ter estudado o Ensino Fundamental e Médio no Colégio Visconde de Porto Seguro, no Morumbi, em São Paulo, ingressou no curso de Engenharia Elétrica. Entre 1996 e 2000, Romero trabalhou como pesquisador em um estágio no Laboratório de Arquitetura e Redes de Computadores (LARC) da Poli USP, participando de projetos como o desenvolvimento da Internet 2 no Brasil (RMAV), Banco de Dados, Segurança e Monitoramento de desempenho de links. Em 1998, Romero e dois amigos da faculdade, Ronaldo Takahashi, Rodrigo Borges, fundaram o Buscapé.

## Comando no Buscapé
A primeira ideia do Buscapé surgiu quando Rodrigo Borges procurava por um modelo de impressora na Internet. Depois de pesquisar muito, não conseguiu encontrar nenhuma informação sobre o preço ou especificações técnicas do produto. Por conta disso, os três amigos concluíram que seria uma oportunidade a ser explorada e decidiram criar um negócio que pudesse solucionar essa necessidade. Com um investimento de R$ 100 cada um por mês para pagar hospedagem e elaborar sistema e layout, Romero, Ronaldo, Rodrigo fundaram o Buscapé em estilo “garage company” em 1998. Romero assumiu o comando do projeto desde o início. O empresário liderou o processo de internacionalização e expansão do Buscapé, além da venda da empresa ao Naspers em 2009.
Atualmente, o empresário comanda uma companhia com mais de 20 unidades de negócio e 62 milhões de acessos por mês. Romero Rodrigues também atua como conselheiro da Endeavor  e Movile. 